# Estação Preobrajenskaia Ploshchad
Preobrajenskaia Ploshchad (em russo:  Преображенская площадь) é uma das estações da linha Socolhnitcheskaia (Linha 1) do Metro de Moscovo, na Rússia. Estação «Preobrajenskaia Ploshchad» está localizada entre as estações «Socolhniki» e «Tcherkisovskaia».